# Oceanhorn: Monster of Uncharted Seas
Oceanhorn: Monster of Uncharted Seas est un jeu vidéo d'action-aventure développé par Cornfox & Bros. et édité par FDG Entertainment, sorti à partir de 2013 sur Windows, Mac, Nintendo Switch, PlayStation 4, Xbox One, PlayStation Vita, iOS et Android.
Un préquel est sorti nommé Oceanhorn 2: Knights of the Lost Realm.

## Accueil
- Gamezebo : 5/5[1]
- Pocket Gamer : 8/10[2]
- TouchArcade : 5/5[3]